# Finland i olympiska sommarspelen 1996
Finland deltog i de olympiska sommarspelen 1996 med en trupp bestående av 76 deltagare, och det blev totalt 4 medaljer för landet.

## Medaljer

### Guld
- Heli Rantanen - Friidrott, spjutkastning

### Silver
- Jani Sievinen - Simning, 200 meter medley
- Marko Asell - Brottning, grekisk-romersk, weltervikt

### Brons
- Seppo Räty - Friidrott, spjutkastning

## Badminton
Herrsingel
- Pontus Jäntti
- Robert Liljequist

## Brottning
Lättvikt, grekisk-romersk stil
- Marko Yli-Hannuksela

Weltervikt, grekisk-romersk stil
- Marko Asell

Mellanvikt, grekisk-romersk stil
- Tuomo Karila

Lätt tungvikt, grekisk-romersk stil
- Harri Koskela

Supertungvikt, grekisk-romersk stil
- Juha Ahokas

## Bågskytte
Herrarnas individuella
- Tomi Poikolainen → Åttondelsfinal, 12:e plats (2-1)
- Jari Lipponen → Sextondelsfinal, 20:e plats (1-1)
- Tommi Tuovila → Sextondelsfinal, 32:e plats (1-1)

Herrarnas lagtävling
- Poikolainen, Lipponen och Tuovila → Kvartsfinal, 8:e plats (1-1)

## Cykling

### Landsväg
Herrarnas linjelopp
- Joona Laukka
- Kari Myyryläinen

Damernas linjelopp
- Tea Vikstedt-Nyman
  - Final — 02:37:06 (→ 34:e plats)

Damernas tempolopp
- Tea Vikstedt-Nyman
  - Final — 38:24 (→ 6:e plats)

### Bana
Herrarnas förföljelse
- Jukka Heinikainen

Damernas sprint
- Mira Kasslin

Damernas poänglopp
- Tea Vikstedt-Nyman

## Friidrott
Herrarnas 110 meter häck
- Antti Haapakoski

Herrarnas maraton
- Harri Hänninen — 2:18.41 (→ 32:e plats)
- Risto Ulmala — fullföljde inte (→ ingen notering)

Herrarnas 50 kilometer gång
- Valentin Kononen — 3:47:40 (→ 7:e plats)
- Antero Lindman — 4:07:58 (→ 30:e plats)
- Jani Lehtinen — fullföljde inte (→ ingen notering)

Herrarnas stavhopp
- Heikki Vääräniemi

Herrarnas kulstötning
- Mika Halvari
- Arsi Harju

Herrarnas spjutkastning
- Seppo Räty
- Kimmo Kinnunen
- Harri Hakkarainen

Herrarnas släggkastning
- Marko Wahlman
  - Kval — 73.50m (→ gick inte vidare)

Damernas 100 meter
- Sanna Kyllönen

Damernas 200 meter
- Sanna Kyllönen

Damernas 10 000 meter
- Annemari Sandell
  - Kval — 31:40.42
  - Final — 32:14.66 (→ 12:e plats)

Damernas 4 x 100 meter stafett
- Johanna Manninen
- Sanna Kyllönen
- Heidi Suomi
- Anu Pirttimaa

Damernas spjutkastning
- Heli Rantanen
  - Kval — 66.54 m
  - Final — 67.94 m (→  Guld)

- Mikaela Ingberg
  - Kval — 60.46 m
  - Final — 61.52 m (→ 7:e plats)

- Taina Uppa
  - Kval — 57.74 m (→ gick inte vidare)

Damernas kulstötning
- Karoliina Lundahl
  - Kval — 17.14m (→ gick inte vidare)

Damernas längdhopp
- Heli Koivula
  - Kval — NM (→ gick inte vidare)

Damernas tresteg
- Heli Koivula
  - Kval — 13.25 m (→ gick inte vidare)

Damernas sjukamp
- Tiia Hautala
  - Final Result — 5887 points (→ 21:e plats)

Damernas maraton
- Kirsi Rauta — fullföljde inte (→ ingen notering)

Damernas 10 kilometer gång
- Sari Essayah — 45:02 (→ 16:e plats)

## Fäktning
Damernas värja
- Minna Lehtola

## Gymnastik
Rytmisk
Damernas individuella mångkamp, rytmisk
- Katri Kalpala

## Judo
Herrarnas halv lättvikt
- Pasi Lauren

## Kanotsport
Sprint
Herrarnas K-1 500 m
- Mikko Kolehmainen

Herrarnas K-1 1000 m
- Mikko Kolehmainen

## Ridsport
Individuell dressyr
- Kyra Kyrklund

## Rodd
Herrarnas singelsculler
- Tomas Söderblom

Damernas singelsculler
- Laila Finska-Bezerra